# Квінт Росцій
Квінт Росцій Галл (126 — 62 роки до н.е.) — відомий давньоримський комічний актор часів пізньої Римської республіки, театральний новатор.

## Життєпис
Народився у м.Солоній поблизу м.Ланувія. Був вільновідпущенником. Про життя мало відомостей. Більш за все відомий завдяки промові Цицерона. У 76 році до н.е. Гай Фанній Церея притягнув Росція до суду у зв'язку із суперечкою за 50 тисяч сестерціїв. Його з успіхом захищав Марк Туллій Цицерон.

## Майстерність
Квінт Росцій мав приємне обличчя (окрім очей), мускулисту фігуру, а також витонченість та елегантність на сцені. Він вивчав виступи та жести найкращих красномовців та адвокатів Риму, зокрема Квінта Гортензія Гортала. У подальшому сам Цицерон брав уроки у Росція. Диктатор Сулла дав Росцій золотий перстень вершника. Наприкінці життя Росцій мав величезні статки.
Росцій також відомий тим, що першим впровадив у давньоримському театрі деякі маски під час виступу. Це було пов'язано з тим, що актор був косоокий й тому не мав змоги грати головні ролі. Щоб приховати свій недолік Росцій й вигадав одягати маски. Окрім того, у Росція була власна театральна школа, де вів навчав молодих акторів.
Виходячи з власного досвіду Квінт Росцій Галл написав трактат, в якому він порівняв дії на сцені та риторику. Дотепер не зберігся.